# Euplexia albifusa
Euplexia albifusa là một loài bướm đêm trong họ Noctuidae.